# 地蔵寺 (奈良県平群町)
地蔵寺（じぞうじ）は、奈良県平群町福貴にある融通念仏宗の寺院。山号は、延命山。本尊は、阿弥陀如来座像。

## 解説
もとは、道詮（若しくは聖徳太子）の建立した福貴寺の一塔頭であったが、元禄九年頃に融通念仏宗になった。
本堂、庫裏のほか、境内に地蔵堂があり地蔵石仏（子安地蔵・延命地蔵）を祀る。
良忍上人・法明上人の木座像や、高さ45センチメートル余の地蔵菩薩立像がある。
大和北部八十八カ所霊場の第四十四番札所である。